# Ernest Tubb
Ernest Dale Tubb (Crisp, 9 febbraio 1914 – Nashville, 6 settembre 1984) è stato un cantante statunitense, ricordato come pioniere della musica country.
Tra i suoi brani possiamo ricordare Walking The Floor Over You, eseguita anche assieme a Merle Haggard e Chet Atkins, Try Me One More Time, Warm Red Wine, Filipino Baby. Morì a Nashville nel Tennessee a causa di un enfisema.